# Mike Moran
Mike Moran (* 4. März 1948 in Leeds, England) ist ein britischer Keyboarder, Komponist und Musikproduzent.

## Karriere
Er studierte am Londoner Royal College of Music.
Zusammen mit der Sängerin Lynsey de Paul schrieb er das Lied Rock Bottom (dt.: ‚Tiefpunkt‘), mit dem sie beim Eurovision Song Contest 1977 den zweiten Platz belegten. Der Song erreichte u. a. in Deutschland, Österreich und der Schweiz jeweils die Top 10 der Single-Charts. Für den deutschen Sprachraum nahmen sie darüber hinaus eine deutschsprachige Version unter dem Titel Für Immer auf, die jedoch nicht an den Erfolg des englischen Originals anknüpfen konnte. Moran und de Paul schrieben zusammen noch einige weitere Songs, darunter Martyn Fords Singleveröffentlichung Let Your Body Go Downtown, die sich im selben Jahr ebenfalls in den UK Top 40 platzieren konnte.
Moran komponierte die Soundtracks zahlreicher Kinofilme und Fernsehproduktionen. Er spielte Keyboards in den Bands der Rockmusiker Ian Gillan und Ozzy Osbourne. Des Weiteren arbeitete er u. a. mit George Harrison, Paul Simon, Kate Bush und Elaine Paige zusammen.
Mit Freddie Mercury komponierte und produzierte Moran dessen gemeinsam mit der Opernsängerin Montserrat Caballé aufgenommenes, 1988 veröffentlichtes Album Barcelona. Der Titelsong Barcelona war ein Jahr davor als Single erschienen und wurde anlässlich der Olympischen Sommerspiele 1992 in Barcelona erneut als Single herausgebracht. Den zusammen mit Mercury geschriebenen Titel All God’s People nahm Moran mit Queen für deren 1991 erschienenes Album Innuendo auf. Als Gastmusiker begleitete er die Band auch im folgenden Jahr beim Freddie Mercury Tribute Concert. Auf einigen Songs von Brian Mays 1992 veröffentlichtem Album Back to the Light spielte Moran Klavier und Keyboards.

## Diskografie

### Singles
- 1977: Lynsey de Paul & Mike Moran – Rock Bottom

### Filmmusik
- 1981: Time Bandits
- 1982: Der Missionar (The Missionary)
- 1985: Wasser – Der Film (Water)
- 2002: Sherlock

### Alben
Als Komponist, Produzent und Musiker war Mike Moran u. a. an folgenden Alben beteiligt:
- 1974: The Butterfly Ball and the Grasshopper’s Feast
- 1976: Ian Gillan Band – Child in Time
- 1986: Ozzy Osbourne – The Ultimate Sin
- 1988: Freddie Mercury & Montserrat Caballé – Barcelona
- 1988: Elaine Paige – The Queen Album
- 1991: Queen – Innuendo
- 1992: Brian May – Back to the Light
- 1994: Elaine Paige – Piaf
- 1994: Lynsey de Paul – Just a Little Time
- 2006: Elaine Paige – Essential Musicals

### Videoalben
- 1993/2002: Freddie Mercury Tribute Concert